# 歌萊美唱片
歌萊美唱片（Global Music & Media Limited）是台灣一間唱片公司，通稱亞洲歌萊美傳播股份有限公司或歌萊美捌捌陸陸股份有限公司（GMM 8866 Co., Ltd.），其母公司為泰國歌萊美唱片有限公司（Gmm Grammy）。

## 歷史
1998年，香港寶麗金音樂版權主管Jannifer Chan創立歌萊美唱片台灣分公司「捌捌陸陸有限公司」（8866 Group Works Taipei Co.）。2000年，台灣音樂人許常德接任歌萊美唱片台灣分公司監製，大信唱片為總經銷，何嘉文為首位加盟歌手。2002年，歌萊美唱片與好樂迪合資成立純兒音樂（Pure Music）。2003年，純兒音樂結業。2004年底，歌萊美唱片因經營不善而退出台灣市場，部份歌手紛紛轉投許常德成立的大無限國際娛樂。

## 歌手列表（1998－2004）

### 男
- 李聖傑（1999年－2000年）2002年轉投東方魅力
- 姜育恆（2000年－2004年）2004年退出歌壇
- 亂彈阿翔（2001年－2002年）2002年轉投高動力唱片
- 黃國俊（2001年－2004年）2005年轉投大無限國際娛樂
- 江得勝（2001年－2004年）2004年解約
- 秦　楊（2003年－2004年）2004年解約
- 郭桂彬（2002年－2004年）2004年解約，2007年轉投大無限國際娛樂
- 張誌家（2002年－2004年）2004年退出樂壇
- TAE（1998年－2002年）2002年退出樂壇

### 女
- 何嘉文（1998年－2001年）2001年解約
- 吳名慧（1998年－2000年）2000年解約
- 紀文惠（2001年－2004年）2004年解約，2010年轉投愛貝克思
- 李翊君（2001年－2004年）2005年轉投創意娛樂
- 辛　欣（2001年－2003年）2003年解約
- 心　微（2001年－2004年）2004年解約
- 葉樹茵（2001年－2004年）2004年解約，2005年轉投維京音樂
- 伊能靜（2001年－2004年）2004年解約，2006年轉投種子音樂
- 陳冠蒨（2001年－2004年）2004年解約
- 黃小楨（2001年－2004年）2004年解約
- 王非非（2001年－2003年）2003年解約
- 許哲珮（2001年－2004年）2004年解約，2007年轉投種子音樂
- 丁文琪（2002年－2004年）2004年解約
- 路嘉欣（2002年－2004年）2004年解約
- 蕭　瀟（2002年－2004年）2004年解約，2005年轉投海蝶音樂
- 陳盈潔（2003年－2004年）2005年轉投大無限國際娛樂
- 鄭瓊之（2001年－2004年）2004年解約
- 黃乙玲（2000年－2003年）2003年轉投亞律音樂

### 團體
- L.A.四賤客（2001年－2004年）2004年解約
- 中國娃娃（1999年－2005年）2004年解約